# Стерлинг, Марк
Марк Сигизмундович Стерлинг (1895, Прилуки — 1976, Париж) — российский и французский живописец.

## Биография
Марк Стерлинг родился в многодетной еврейской семье в украинском городке Прилуки.
Учился живописи в Одессе, а затем в Москве во ВХУТЕМАСе. В 1921-1922 годах он находился в Берлине, где знакомится со своей будущей женой и где проходит его первая выставка. В 1923 году обосновывается в Париже и вливается в интернациональный круг художников, который назовут «École de Paris» — Парижской Школой. Он посещает кафе и мастерские в районе Монпарнас на юге Парижа, в частности знаменитый «Улей» — «La Ruche». Там он встречается с товарищами: Жаком Шапиро, Осипом Любичем, Лазарем Воловиком, Мишелем Кикоиным, Пинхусом Кремнем … Во время Второй мировой войны Стерлингу с семьёй (у него две дочери) удаётся избежать нацистских преследований, скрываясь у друзей. По окончании войны, он постепенно возвращается к нормальной жизни и работе. Будучи вдовцом с 1941 года, Стерлинг женится вновь на молодом скульпторе из Швейцарии — ученице Осипа Цадкина. Он живёт между Парижем и Швейцарией, много путешествует, регулярно выставляется в галереях и салонах. Он продолжает работать до своей смерти в 1976 году.

## Творчество
Творчество Марка Стерлинга отличается большим разнообразием, он не ограничивался одной манерой, постоянно меняясь и экспериментируя. Он работал в разных техниках: масло, гуашь, рисунок, тушь, гравюра. В творчестве Стерлинга можно различить несколько этапов развития: во время учёбы во ВХУТЕМАСе, под влиянием своего учителя Татлина, Стерлинг близок к конструктивизму. В первые годы в Париже, общаясь с такими художниками, как Пикассо, Хуан Грис, Жорж Брак, Метцингер, он работает в стиле синтетического кубизма. В течение 1930-х годов, стиль Стерлинга становится более пластичным и лирическим — букеты цветов, клетки с птицами, портреты дочерей, выполненные в онирическо-реалистичной манере. Послевоенные произведения несут на себе печать трагедии — это тёмные кошмарные видения. С начала 1950-х годов появляются новые цвета и новые сюжеты полные покоя и нежности — обнажённые, портреты. В последний период, 1960—1970-е годы, появляется всё больше свободы в красках, а также в сюжетах: фантастические существа, сказочные животные, воображаемые пейзажи — купаются в особой поэтической атмосфере.

## Музеи и коллекции
- Национальный Музей Современного Искусства — Центр Помпиду, Париж (Musée National d’Art Moderne — Centre Pompidou) https://web.archive.org/web/20120114010042/http://www.centrepompidou.fr/  (фр.)  (англ.)  (исп.)
- Муниципальный Фонд Современного Искусства Парижа (Fond Municipal d’Art Contemporain de la Ville de Paris)
- Музей Тель-Авива
- Национальная Библиотека Франции (Bibliothèque Nationale de France)
- Многочисленные частные собрания Франции, Великобритании, США, России, Нидерландов, Швеции, Израиля и т. д.